# Tessema Nadew

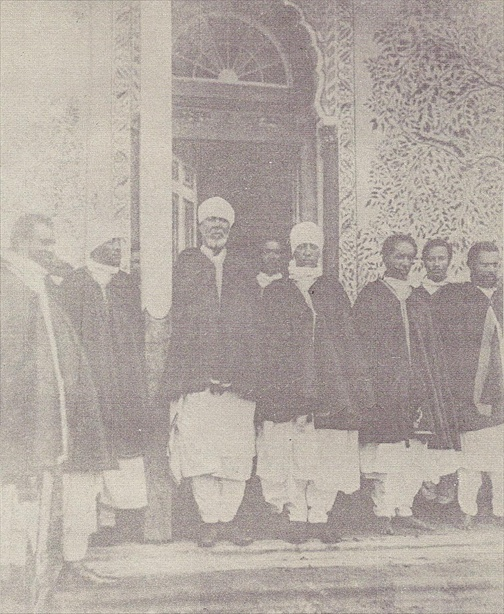
Ras Tessema Nadew (trzeci od lewej).

Tessema Nadew był etiopskim księciem (rasem), regentem Etiopii od 1909 do swej śmierci w 1911 (został otruty). Rządził w imieniu chorego cesarza Menelika II.